# Церковь Санта-Аполлония-ди-Меццаратта
Церковь Санта-Аполлония-ди-Меццаратта, также известная как Санта-Мария-ди-Меццаратта (итал. La chiesa di Santa Apollonia di Mezzaratta, Santa Maria di Mezzaratta) — церковь в Болонье, Эмилия-Романья. Расположена на полпути к вершине холма Оссерванца, откуда и получила своё название (итал. а mezza ratta — «на полпути к вершине»).

## История
Это здание было частью религиозного комплекса, в котором также имелись два оратория, в одном из которых находилась икона «Мадонна-деи-Денти» работы Витале да Болонья, ныне хранящаяся в музее Палаццо Давия Барджеллини (Болонья).
С 1292 года церковью Санта-Аполлония управляла мирская община Послушников Доброго Иисуса (Disciplinati del Buon Gesù), которая отвечала за помощь паломникам и приговоренным к смерти. Именно по инициативе этой общины церковь была расписана фресками в период с середины XIV по XV век. Для этой работы были приглашены такие известные художники, как Витале да Болонья, Якопо Аванци и Симоне деи Крочифисси, которые вместе с учениками создали важнейший цикл болонской готической живописи, дошедший до нас в первозданном виде.

## Фрески

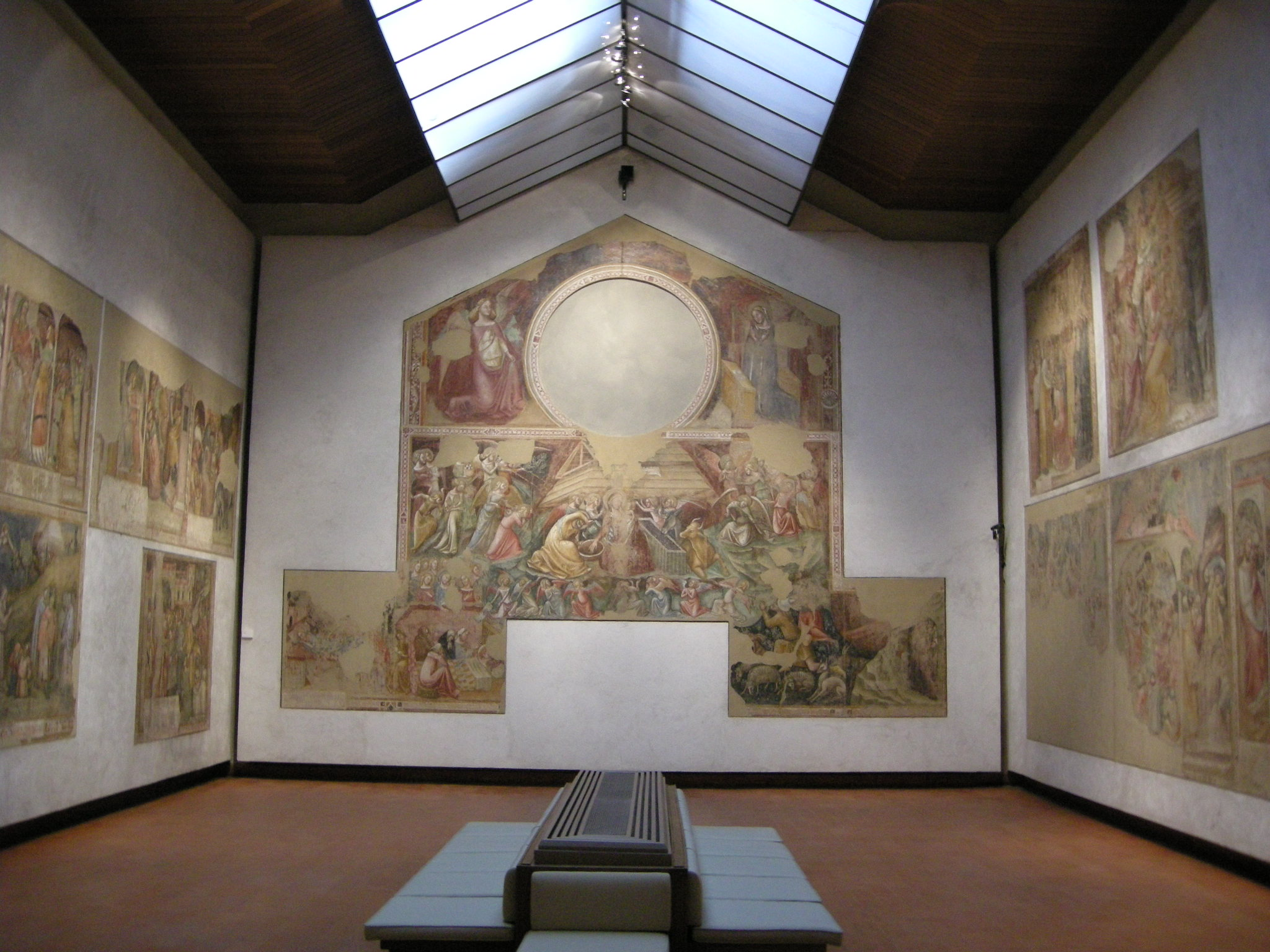
Зал фресок. Национальная пинакотека Болоньи. Фрески контрфасада церкви Санта-Аполлония-ди-Меццаратта

Фрески на контрфасаде церкви приписываются Витале да Болонье, в частности «Рождество», «Сон Девы Марии», «Сошествие Христа в лимб», «Благовещение» и «Крещение Христа». Боковые стены были расписаны фресками со сценами истории Иосифа и Моисея с одной стороны и Христа с другой.
Несмотря на дискуссии специалистов, в период с 1949 по 1963 год фрески были сняты со стен, чтобы защитить их от проникновения воды в обветшавшей церкви. С тех пор они экспонируются в отдельном зале Национальной пинакотеки Болоньи, где их разместили так же, как и внутри церкви. В галерее также экспонируются подготовительные рисунки фресок (синопии), которые проявились после отсоединения фресок от стен.

## Фрески церкви (1330—1380) в Национальной пинакотеке в Болонье

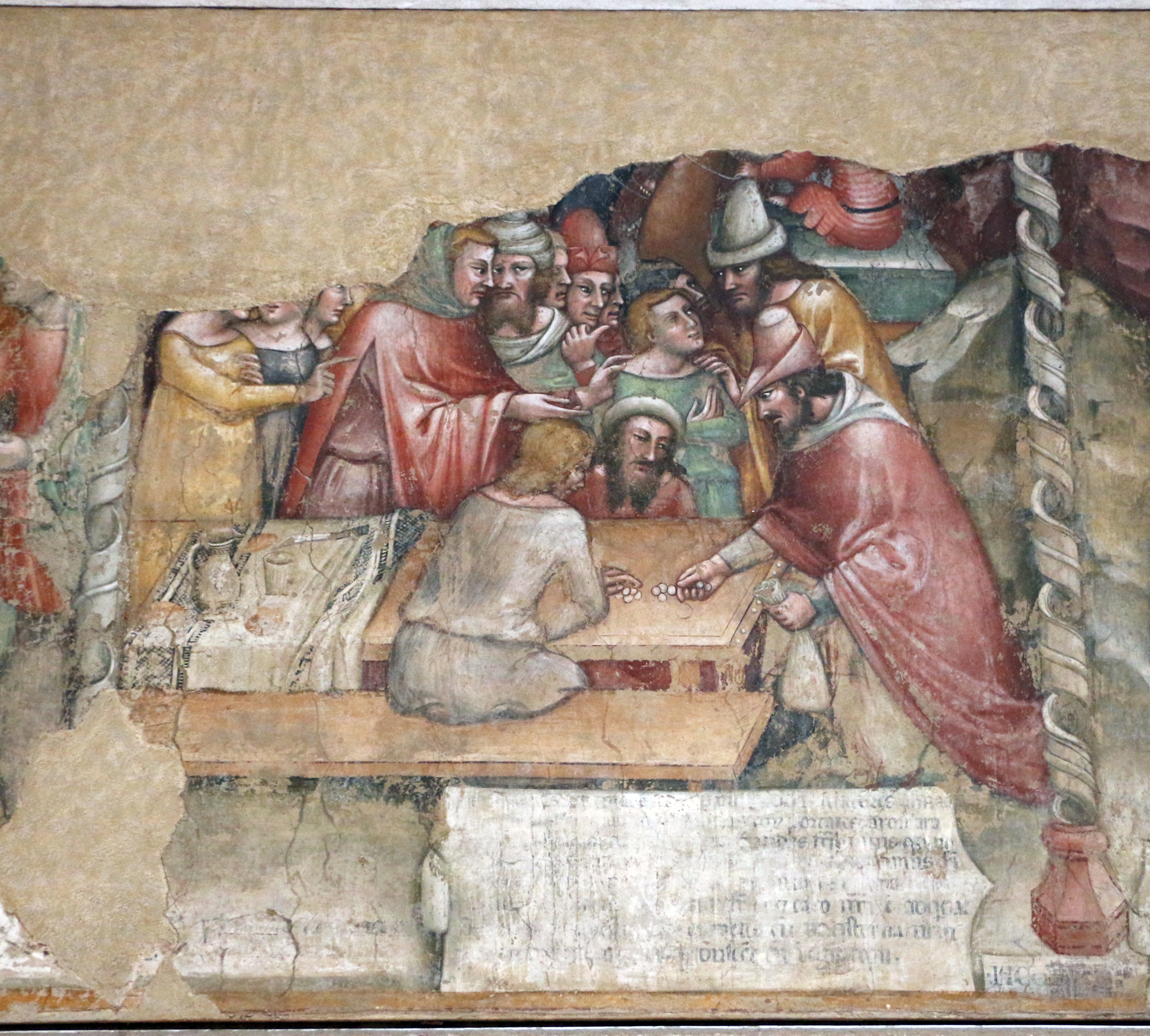
Иосиф и торговцы
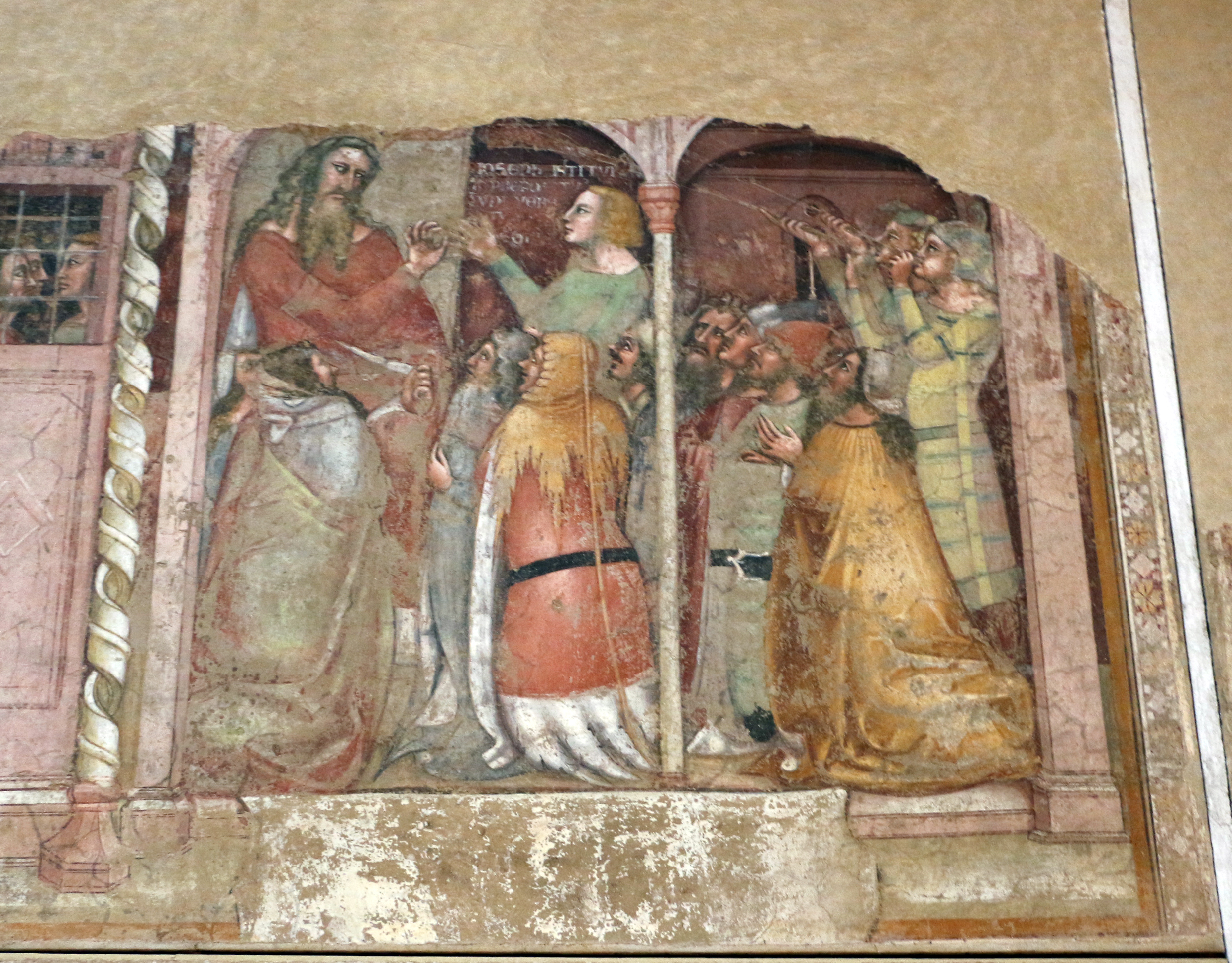
Иосиф — управляющий фараона
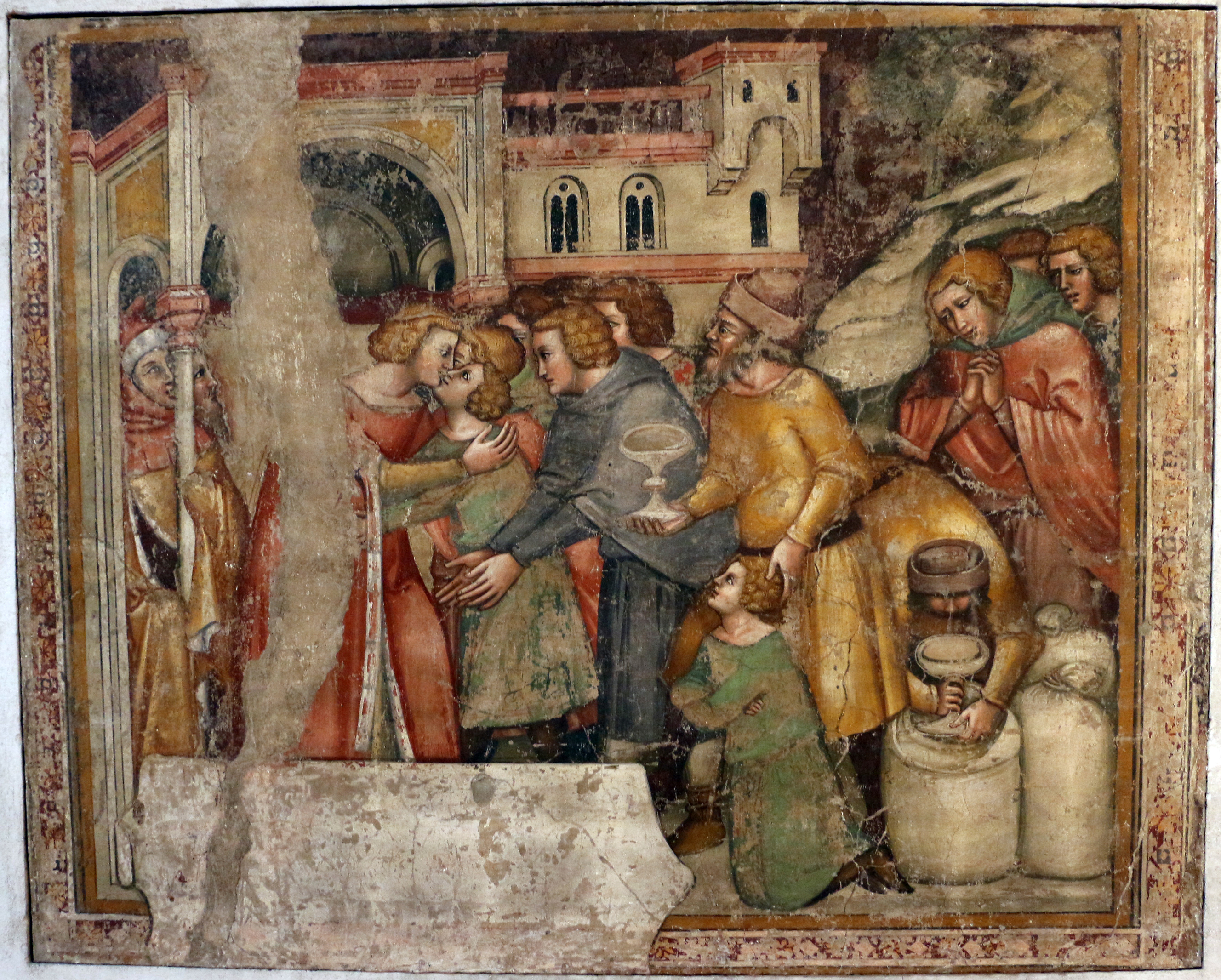
Примирение с братьями
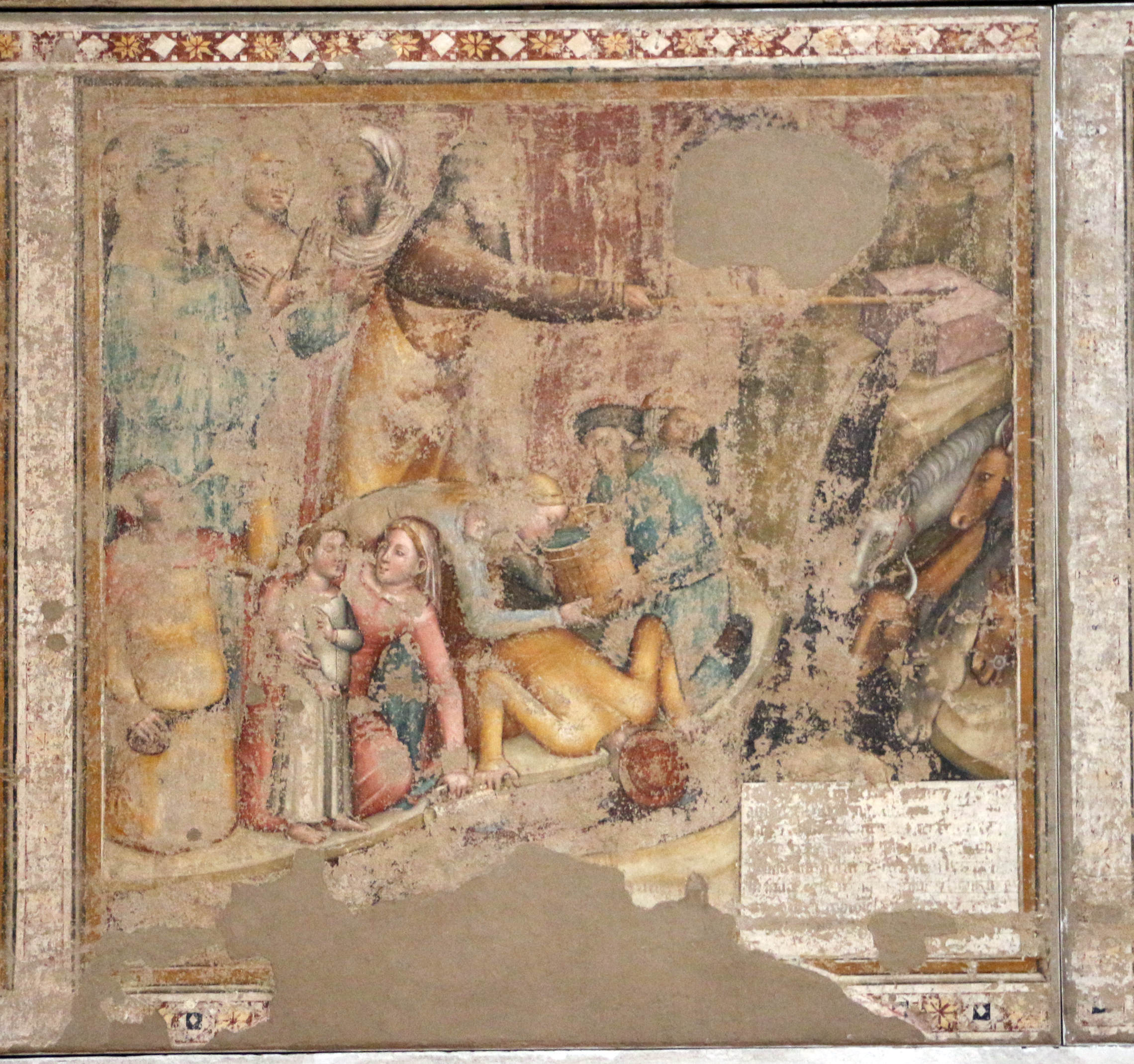
Моисей открывает источник в скале
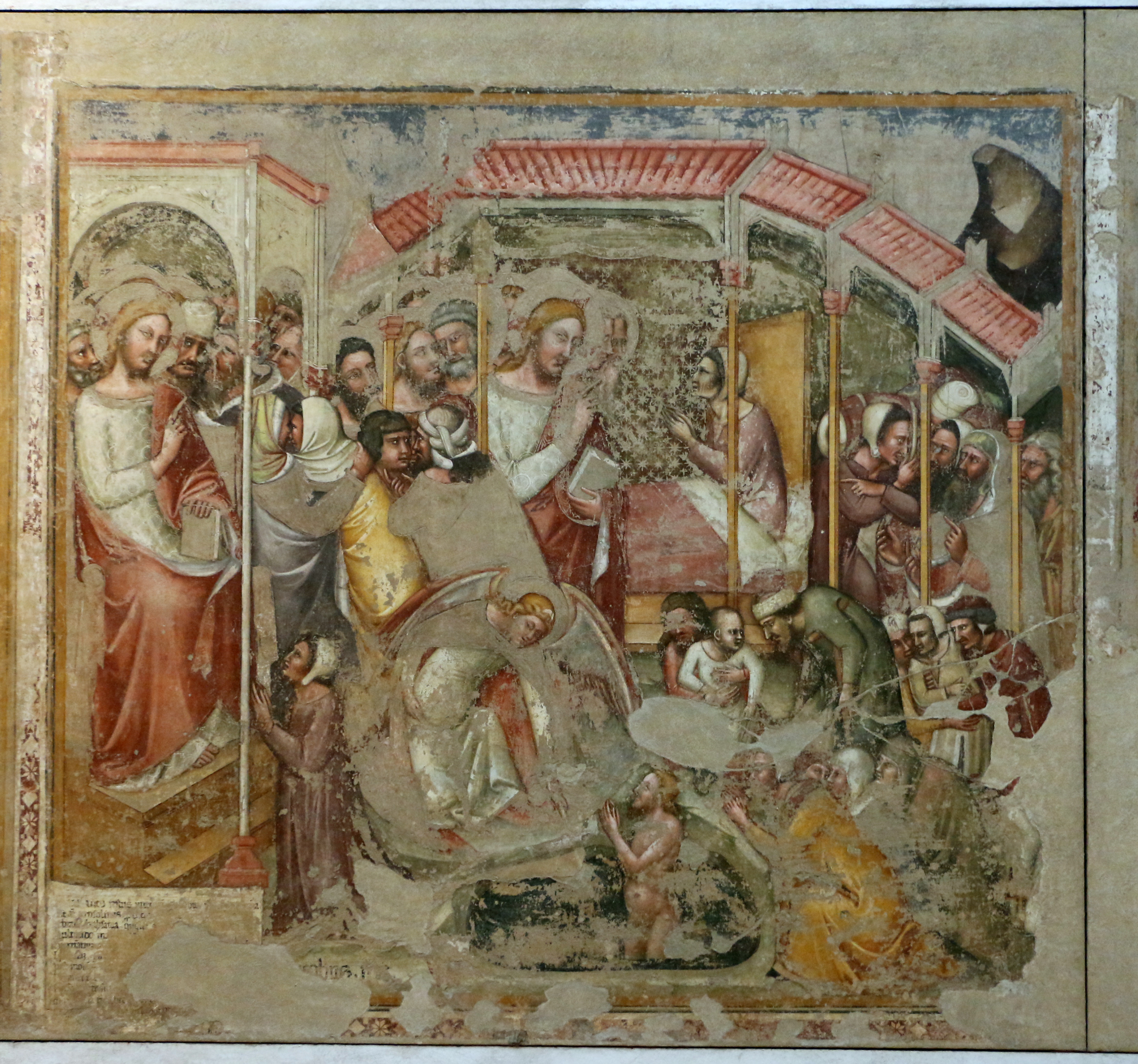
Чудо Иисуса. Исцеление расслабленного
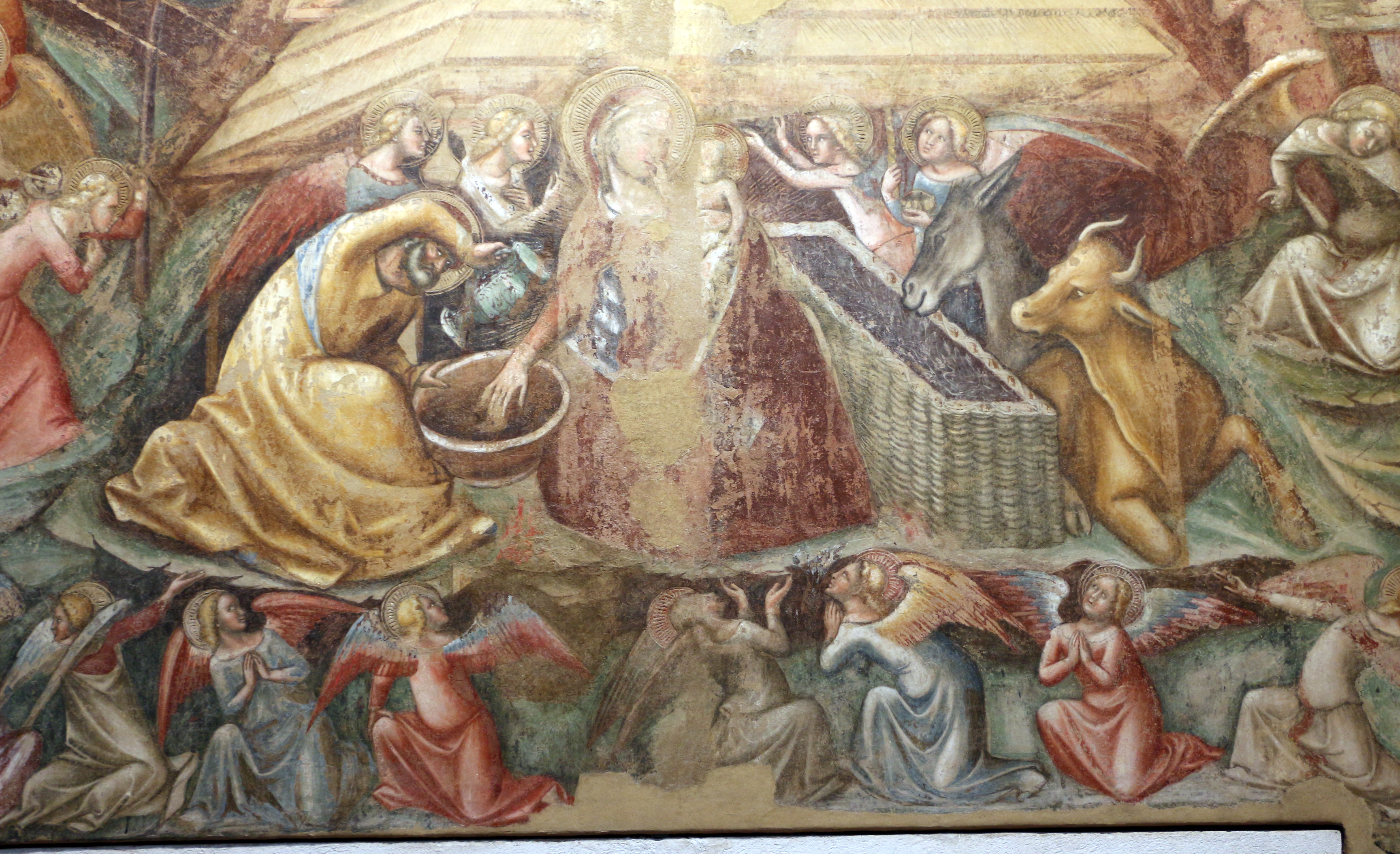
Рождество
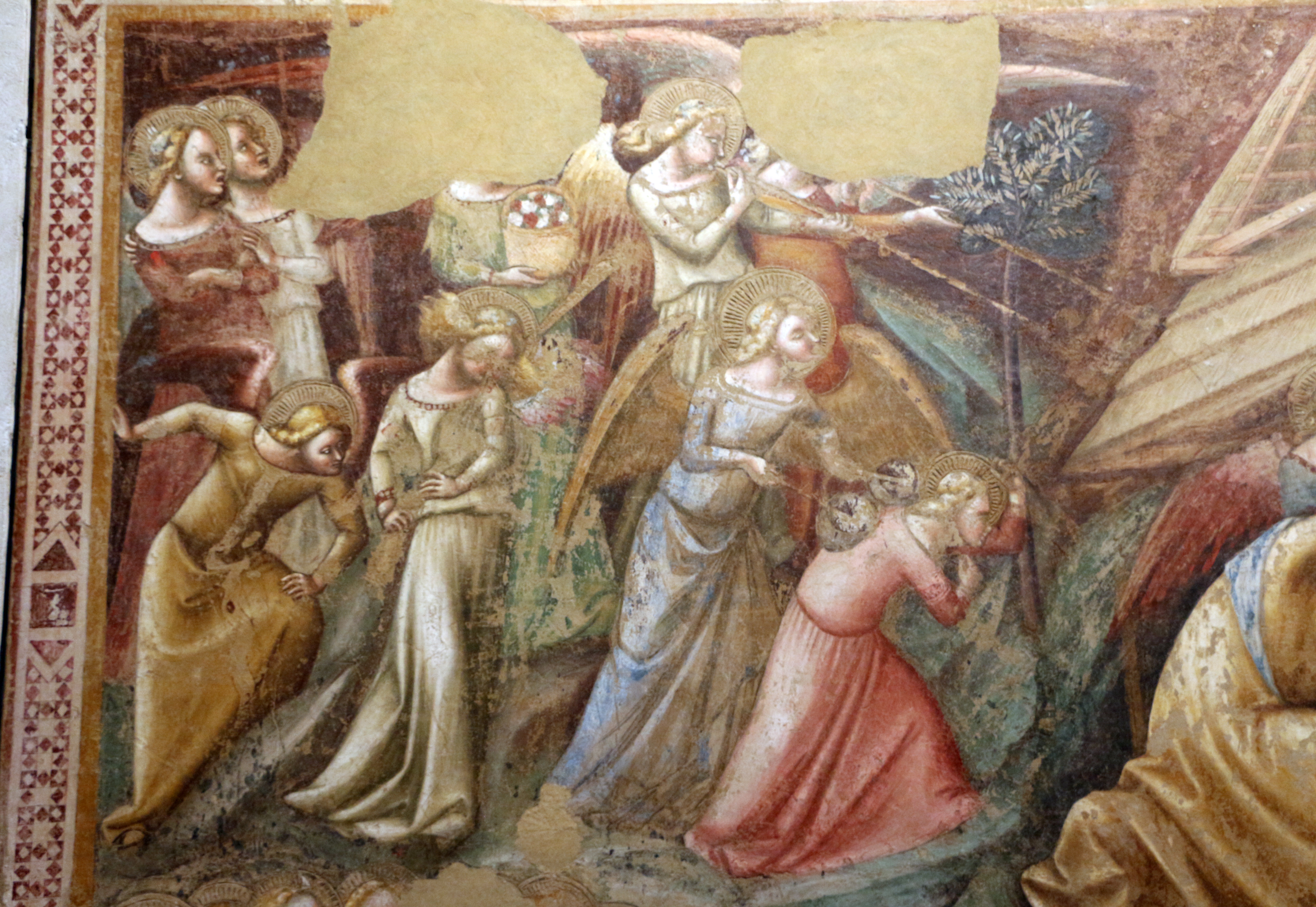
Благовещение, Рождество, сон Марии
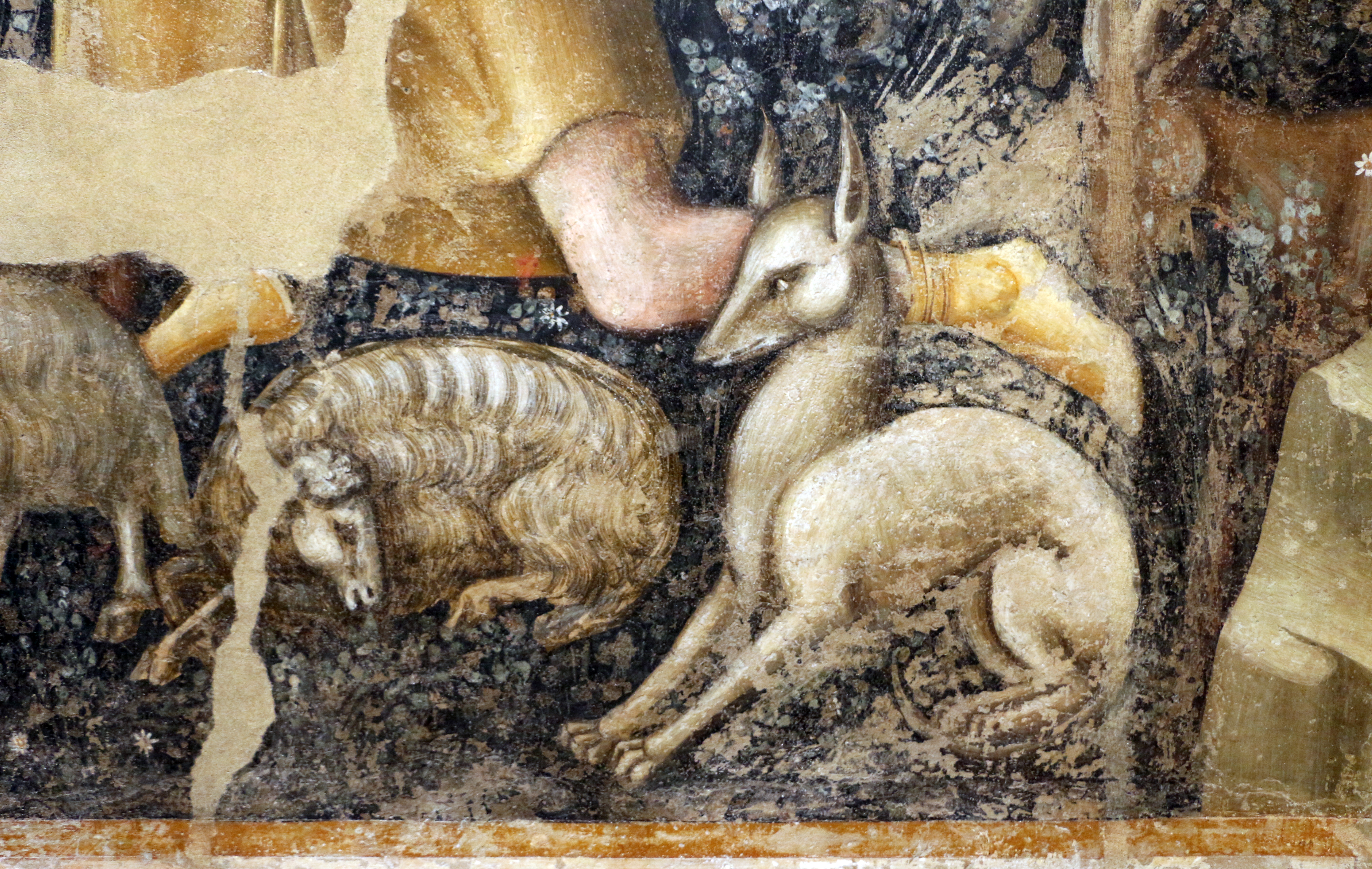
Рождество, Поклонение пастухов. Деталь